# Belluno (tỉnh)
Tỉnh Belluno (Provincia di Belluno) là một tỉnh ở vùng Veneto của Italia. Tỉnh lỵ là thành phố Belluno.
Tỉnh này có diện tích 3.678 km², tổng dân số là 209.550 người (năm 2001). Địa hình tỉnh này hoàn toàn là núi non. Ở đây bao gồm các khu vực tự nhiên và lịch sử Cadore, Feltrino, Alpago, Val di Zoldo, Agordino, Comelico và Ampezzano. Phía đông tỉnh này là Dolomites, bao gồm Tofane, Marmolada và Cime di Lavaredo. Tỉnh có sông Piave, cùng với các sông nhánh Boite và Cordevole.
Ở phía nam là Valbelluna, thung lũng lớn nhất và có nhiều dân cư nhất của tỉnh này.

## Các đô thị
Tỉnh này có 69 đô thị (comune). Tại thời điểm ngày 20 tháng 6 năm 2005, các đô thị xếp theo dân số là:
| Comune            | Population |
| ----------------- | ---------- |
| Belluno           | 36.112     |
| Feltre            | 20.122     |
| Sedico            | 9.174      |
| Ponte nelle Alpi  | 8.180      |
| Santa Giustina    | 6.517      |
| Mel               | 6.288      |
| Cortina d'Ampezzo | 6.216      |
| Limana            | 4.670      |
| Trichiana         | 4.604      |
| Pedavena          | 4.435      |
| Agordo            | 4.225      |
| Longarone         | 4.114      |
| Cesiomaggiore     | 4.096      |
| Pieve di Cadore   | 4.017      |